# حزب رفاه ملی افغانستان
حزب رفاه ملی افغانستان یکی از احزاب سیاسی در افغانستان می‌باشد که به رهبری محمد حسن جعفری در سال ۱۳۸۲ در وزارت عدلیه افغانستان ثبت و مجوز فعالیت گرفت. پس از تغییر قانون احزاب در افغانستان مبنی بر اینکه هر حزب باید دارای ده هزار عضو رسمی باشد در تاریخ ۱۴ دلو (بهمن) ۱۳۹۳ توانست برای بار دوم مجوز فعالیت خود را کسب کند.

## اهداف کلی حزب
حزب رفاه ملی افغانستان آن طوری که در مرامنامه و اساسنامهٔ آن آمده است با وجودی که یک حزب اسلامی به شمار می‌رود، اما به مسائل اساسی ملی و اسلامی در رابطه با حکومت و سیاست نپرداخته و برای تأمین امنیت و باز‌سازی افغانستان، به کمک‌های جامعهٔ جهانی، اصول دموکراسی، قانون اساسی متناقض و دولت بر آمده از کنفرانس بن، چشم امید دوخته است.